# Diabetul la pisici
Diabetul este o boală cronică la pisici unde fie răspunsul insuficient la insulină, fie rezistența la insulină duce la concentrații crescute persistente de glucoză în sânge. Diabetul afectează până la 1 din 230 de pisici  și poate deveni din ce în ce mai frecvent. Diabetul este mai puțin frecvent la pisici decât la câini. Afecțiunea este tratabilă și, dacă este tratată corespunzător, pisica poate avea o speranță de viață normală. La pisicile diabet zaharat de tip 2, tratamentul prompt eficient poate duce la remisie diabetică (vindecare), în care pisica nu mai are nevoie de insulină. Netratată, afecțiunea duce la slăbire musculară și în cele din urmă la malnutriție, cetoacidoză și/sau deshidratare și moarte.
Diabetul la pisici poate fi clasificat astfel:
- Tip Diabetul 1, în care sistemul imunitar atacă pancreasul, este „extrem de rar” la pisici, spre deosebire de câini și oameni.[2]
- Tip Diabetul 2 este responsabil pentru 80 – 95% din cazurile de diabet. Ele sunt, în general, sever dependente de insulină până în momentul în care simptomele sunt diagnosticate. Nu se știe dacă glipizida pentru diabetul de tip 2 este eficientă la pisici, spre deosebire de oameni.[2]
- Diabetul gestațional, care apare la oameni și câini, nu a fost niciodată găsit la pisici.[2]
- Rezistența la insulină și diabetul la pisici pot avea și o componentă de hipersomatotropism (un exces de hormon de creștere, care duce și la acromegalie) [3] și hiperadrenocorticism .[4] La unele pisici, cancerul determină pierderea insulelor pancreatice (insulele lui Langerhans).[3]

## Simptome
Pisicile vor prezenta, în general, un debut gradual al bolii ce se poate manifesta de-a lungul a câtorva săptămâni sau luni, dar poate scăpa neobservată chiar și pentru mai mult timp.
Primele simptome vizibile sunt scăderea bruscă în greutate (sau ocazional creșterea în greutate) însoțită de sete excesivă și urinare frecventă; de exemplu, pisicile pot părea să dezvolte o obsesie pentru apă și să de-a târcoale frecvent robinetelor sau vaselor cu apă. Pofta de mâncare este dintr-o dată fie exagerată (de până la trei ori normal) sau absentă. Neuropatia la picioarele posterioare poate determina pisica să dezvolte o poziție plantigradă (călcând cu toată talpa piciorului pe pământ), mergând mai degrabă pe jareți decât pe degetele picioarelor. Picioarele din față pot dezvolta o poziție palmigradă corespunzătoare, pisica stând mai degrabă pe „palme” decât pe degetele de la picioare. Aceste simptome apar din incapacitatea organismului de a folosi glucoza ca sursă de energie.
Un test de glucoză din sânge a jeun (cu repaus alimentar) va indica în mod normal diabet zaharat în acest moment. Aceleași dispozitive de analiză de sânge (glucometre) utilizate la oameni sunt folosite și la pisici, de obicei prin obținerea de sânge de la marginile urechilor sau de la pernuțe. Pe măsură ce boala progresează, corpii cetonici vor fi prezenți în urină, care pot fi detectați cu aceleași benzi de urină utilizate pentru testarea urinei umane.
În etapele finale, organismul pisicii începe să se epuizeze, corpul își descompune grăsimea și mușchii pentru a supraviețui. Letargia  / oboseala și respirația cu miros de acetonă sunt simptome acute de cetoacidoză și/sau deshidratare și constituie o urgență medicală.
Netratat, diabetul duce la comă și apoi la moarte.

### Urgențe diabetice
Prea puțină insulină poate provoca în timp înfometarea țesuturilor, deoarece glucoza nu poate ajunge la creier sau în organism. În combinație cu deshidratarea, postul, infecția sau alte comorbidități, afecțiunea poate evolua spre cetoacidoză diabetică, o urgență medicală cu o rată mare de mortalitate care nu poate fi tratată la domiciliu. Simptomele includ letargie, un miros ca de fructe al respirației sau al urinei, dificultăți de respirație și sete exagerată. Îngrijirea de urgență include terapia cu fluide, insulină, gestionarea simptomelor prezente și spitalizare pentru 24 de ore.

### Complicații
Picioarele din spate pot deveni slabe, iar mersul poate deveni înclinat sau clătinat din cauza neuropatiei diabetice, care este cauzată de deteriorarea tecii de mielină a nervilor periferici din cauza toxicității glucozei și a înfometării celulelor, care sunt la rândul lor cauzate de hiperglicemia cronică. Cel mai frecvent la pisici, picioarele din spate devin mai slabe până când pisica manifestă o poziție plantigradă, stând pe jaret în loc de degetele picioarelor, ca de obicei. De asemenea, pisica poate avea probleme cu mersul și săritul și poate fi nevoie să se așeze după câțiva pași. Neuropatia se vindecă uneori de la sine în 6-10 săptămâni, odată ce glicemia este reglată.

## Cauze
Semnele diabetului zaharat sunt cauzate de o concentrație crescută persistentă de glucoză din sânge, care poate fi cauzată fie de insulina insuficientă, fie de lipsa de răspuns la insulină. Majoritatea pisicilor au un tip de diabet similar diabetului uman de tip 2, cu disfuncție a celulelor β și rezistență la insulină . Factorii care contribuie la rezistența la insulină includ obezitatea și bolile endocrine, cum ar fi acromegalia . Acromegalia afectează 20–30% dintre pisicile diabetice; poate fi diagnosticat prin măsurarea concentrației factorului de creștere asemănător insulinei-1 (IGF-1) în sânge.
Destul de frecvent, o pisică care este stresată pentru că a fost transportată într-o mașină și/sau adusă la un medic veterinar va experimenta o creștere temporară artificială a nivelului de glucoză din sânge numită „hiperglicemie de stres”, care va scădea după câteva ore. Acest vârf, totuși, nu va afecta nivelurile de fructozamină din sângele pisicii, care sunt, prin urmare, reprezintă o evaluare mai bună a glicemiei generale.

## Management
Diabetul este o afecțiune care poate fi tratată, dar este invariabil letal dacă este ignorată. Diagnosticul și tratamentul precoce de către un medic veterinar calificat pot ajuta la prevenirea leziunilor nervoase și, în cazuri rare, pot duce chiar la remisie. Pisicile diabetice se descurcă cel mai bine cu injecții de lungă durată de două ori pe zi cu insulină, cum ar fi glargina (care din 2022 este disponibilă în întreaga lume ca medicament generic sintetic) combinată cu o dietă săracă în carbohidrați. Deoarece diabetul este o boală a metabolismului carbohidraților, trecerea la o dietă în principal cu proteine și grăsimi reduce apariția și reapariția hiperglicemiei .

### Hrana de dietă
Dieta este o componentă critică a tratamentului și, în unele cazuri, este suficientă după tratamentul cu insulină. De exemplu, un mini-studiu recent  a arătat că multe pisici cu diabet au încetat să mai aibă nevoie de insulină după ce au trecut la o dietă săracă în carbohidrați. Motivul este că o dietă cu conținut scăzut de carbohidrați reduce cantitatea de insulină necesară și menține variația zahărului din sânge scăzută și mai ușor de gestionat. De asemenea, grăsimile și proteinele sunt metabolizate mai lent decât carbohidrații, reducând niveluri mari si periculoase ale zahărului din sânge imediat după mese.
Conform noilor studii, dietele recomandate tind mai degrabă spre o hrană cu conținut scăzut de carbohidrați pentru pisici   decât dieta recomandată anterior, bogată în fibre. Nivelurile de carbohidrați sunt cele mai ridicate în alimentele uscate făcute din cereale (chiar și mărcile de hrană premium „pe bază de rețetă”), astfel încât pisicilor le este mai bine cu o hrană la conservă care este bazată pe proteine și grăsimi. Sunt eficiente atât alimentele conservate pe bază de prescripție medicală pentru pisici diabetice, cât și alimentele obișnuite de marcă. Proprietarii ar trebui să urmărească să asigure cu carbohidrați nu mai mult de 10% din necesarul zilnic de energie al pisicilor.

### Medicamente
Medicamentele orale, cum ar fi Glipizida, care stimulează pancreasul, promovând eliberarea insulinei (sau, în unele cazuri, reduc producția de glucoză), sunt din ce în ce mai puțin utilizate la pisici, și aceste medicamente pot fi complet ineficiente dacă pancreasul nu funcționează. De asemenea, în unele studii  s-a demonstrat că aceste medicamente dăunează pancreasului sau provoacă leziuni hepatice. Unii proprietari sunt reticenți în a trece de la pastile la injecțiile cu insulină, dar teama este nejustificată; diferența în ceea ce privește costul și comoditatea este minoră (majoritatea pisicilor sunt mai ușor de injectat decât de administrat pastile), iar injecțiile sunt mai eficiente în tratarea bolii.
Bexagliflozin (Bexacat) a fost aprobat pentru uz medical în Statele Unite în decembrie 2022. Este primul inhibitor al cotransportorului de sodiu-glucoză 2 (SGLT2), un nou medicament pentru animale aprobat de Administrația SUA pentru Alimente și Medicamente (FDA) la orice toate speciile de animale.

### Insulina
Metoda folosită frecvent este o doză de insulină cu acțiune lentă de două ori pe zi pentru a menține glicemia în intervalul recomandat pentru 24 de ore. Cu această metodă, este important ca pisica să evite mesele mari sau alimentele bogate în carbohidrați. Mesele pot fi, de asemenea, programate pentru a coincide cu activitatea maximă a insulinei. Nu sunt recomandate dozele unice (o dată pe zi), deoarece insulina se metabolizează de obicei mai repede la pisici decât la oameni sau câini. De exemplu, o marcă de insulină care durează 24 de ore la oameni poate fi eficientă doar pentru aproximativ 12 la o pisică.
Pisicile pot fi tratate cu insulină provenita de la animale (insulina de la bovine este cea mai asemănătoare cu insulina de pisică) sau cu insulină umană sintetică. Cea mai bună alegere a mărcii și tipului de insulină variază de la animal la animal și poate necesita unele încercări și erori. Insulina sintetică umană, Humulin N/Novolin N/NPH, este de obicei o alegere proastă pentru pisici, deoarece pisicile metabolizează insulina de aproximativ două ori mai repede. Versiunile Lente și Ultralente au fost populare pentru uzul felinei până în vara anului 2005, când au fost întrerupte.
Până la începutul anilor 1990, cel mai recomandat tip pentru animalele de companie a fost PZI derivat din bovine/porcine, dar acest tip a fost eliminat treptat în anii 1990 și acum este greu de găsit în multe țări. Există surse în SUA și Marea Britanie, iar mulți veterinari încep acum să le recomande din nou pentru animale de companie, dar au fost întrerupte de majoritatea producătorilor de prin 2007-2008. Un produs similar, PZI sintetic numit ProZinc este acum disponibil.
Caninsulin (cunoscută în SUA ca Vetsulin) este o marcă de insulină derivată din porcine și aprobată pentru pisici, care este disponibilă pe bază de rețetă. Potrivit site-ului web al producătorului, profilul de acțiune al insulinei la pisici a fost similar cu cel al insulinei NPH și a scăzut rapid glicemia, dar numai pentru aproximativ 6-8 ore. Vetsulin a fost retras de pe piața din SUA în noiembrie 2009 din cauza eficienței variabile; dar a fost disponibil din nou in aprilie 2023.
Două insuline umane sintetice cu eliberare prelungită ultra-lentă au devenit disponibile în 2004 și 2005, cunoscute generic ca insulină detemir (Levemir) și insulină glargin (Lantus). Studiile au arăt rezultate bune cu insulina glargin la pisici. Cercetările ulterioare  arată că Levemir poate fi utilizat cu un protocol similar și că fie insulina pe acest protocol poate duce la remisie cazurile de diabet necomplicate, cel mai mare succes fiind la pisicile care încep aceste protocoale cât mai curând după diagnostic.

#### Dozare și reglare
Pisicile pot avea orele de masă strict programate și planificate pentru a se potrivi cu orele de injectare a insulinei, mai ales atunci când iau insulină cu o acțiune de vârf pronunțată, cum ar fi Caninsulin/Vetsulin sau Humulin N. Dacă pisica are hrana la discreție și, în mod normal, mănâncă bucăți mici toată ziua sau noaptea, poate cel mai bine ar fi să utilizați o insulină cu acțiune foarte lentă pentru a menține un nivel constant al glicemiei. Unii medici veterinari încă recomandă Humulin „N” sau insulină NPH pentru pisici, care acționează foarte rapid pentru majoritatea pisicilor. Insulinele cu actiune lentă și ultralentă (Humulin L și Humulin U) au fost întrerupte în 2005, astfel încât majoritatea pisicilor sunt tratate fie cu insuline veterinare PZI, fie cu unele asemănătoare de 24 de ore, și anume glargin (Lantus) sau detemir (Levemir).
Primul obiectiv este reglarea glicemiei pisicii prin menținerea valorilor de glucoză din sânge într-un interval confortabil pentru pisică în cea mai mare parte a zilei. Acest lucru poate dura câteva săptămâni.
Cea mai de succes metodă documentată este reglementarea strictă cu Lantus sau Levemir.
Obstacolele tipice în calea reglementării includ:
- Supradozajul cronic mascat de Somogyi: O doză prea mare poate provoca o revenire a Somogyi, care poate arăta ca o nevoie de mai multă insulină. Această condiție poate continua zile sau săptămâni.
- Hrană pentru pisici bogată în carbohidrați: multe alimente comerciale (în special alimente „light”) sunt foarte bogate în carbohidrați. Carbohidrații mențin nivelul crescut de zahăr din sânge. În general, hrana umedă (conserva) are un conținut mai scăzut de carbohidrați decât alimentele uscate, iar conservele pentru „kitten” chiar și mai scăzut. Diabetul la pisici poate fi mai bine reglat și chiar uneori remis cu o dietă săracă în carbohidrați.[27]
- Insulină inadecvată: diferite mărci și tipuri de insulină au efecte idiosincratice (intoleranță) asupra diferitelor pisici. Cu anumite doze, insulina poate să nu dureze suficient de mult pentru pisică. Testarea mai frecventă a zahărului din sânge poate determina dacă insulina controlează concentrația de zahăr din sânge pe parcursul zilei.

#### Ghid pentru determinarea glicemiei

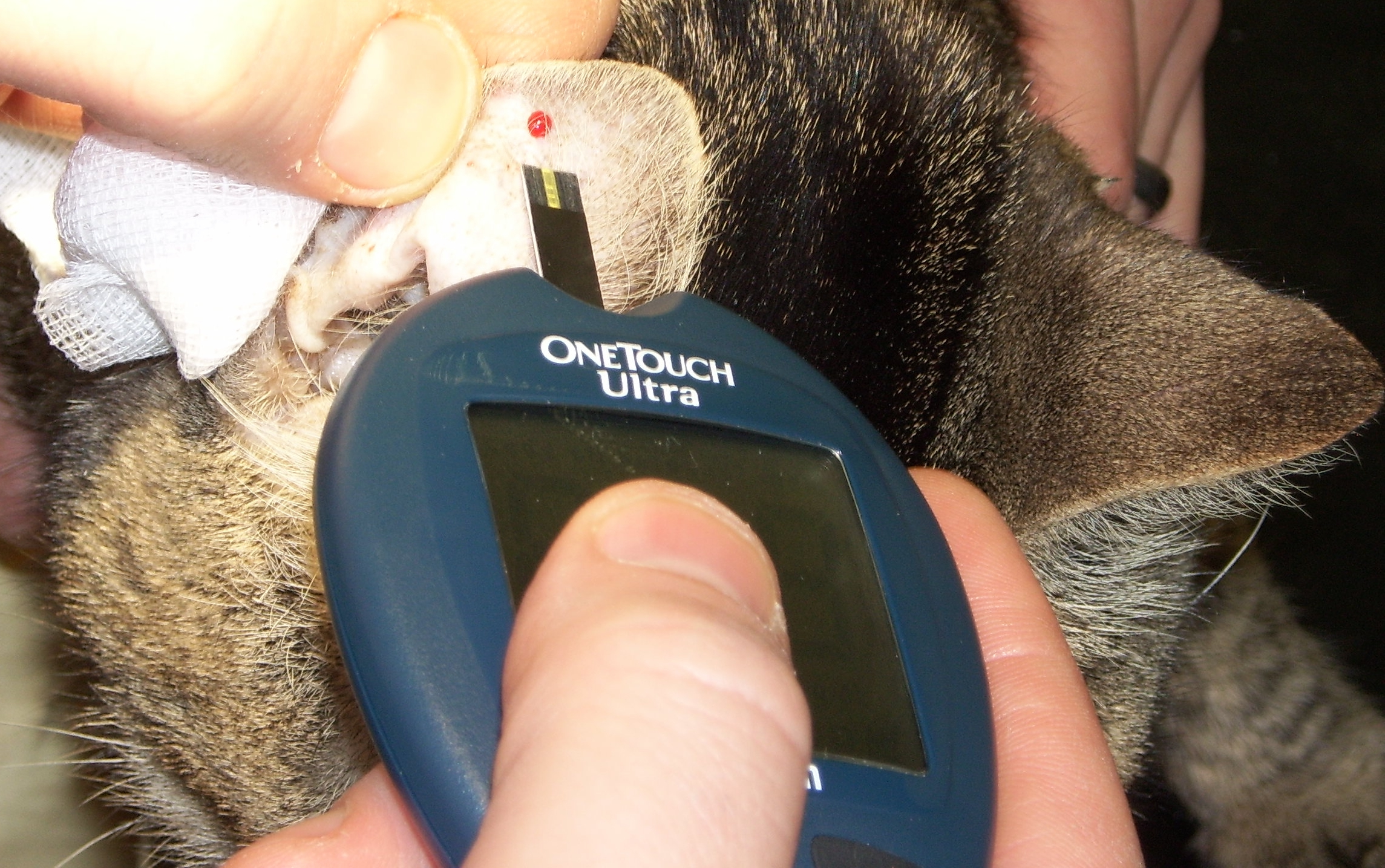
Prelevarea unei probe de sânge de la urechea unei pisici pentru a măsura concentrația de glucoză din sânge pe un glucometru.

Valorile absolute pot varia între animalele de companie, dar și cu calibrarea glucometrului. Glucometrele făcute pentru oameni sunt în general precise folosind sânge de felin, cu excepția cazului în care se citesc intervale mai mici de glucoză din sânge (<80 mg/dl–4,44 mmol/L). În acest moment, diferența de dimensiune a globulelor roșii umane și animale poate crea citiri inexacte.

#### Rebound (reculul) Somogyi
Prea multă insulină poate duce la o creștere contradictorie a glicemiei. Acest „efect Somogyi” este adesea observat de proprietarii de pisici care monitorizează glicemia pisicii lor acasă. De fiecare dată când nivelul glucozei din sânge scade prea mult până la hipoglicemie, organismul poate arunca în mod defensiv glucoza (convertită din glicogen în ficat), precum și hormonii epinefrină și cortizol, în fluxul sanguin. Glicogenul crește glicemia, în timp ce ceilalți hormoni pot face pisica rezistentă la insulină pentru un timp. Dacă organismul nu are rezerve de glicogen, nu va exista efect de rebound și pisica va fi doar hipoglicemiantă.
Hiperglicemia de rebound (recul) apare rar la pisicile tratate cu glargin într-un protocol care urmărește controlul strict al concentrațiilor de glucoză din sânge.

#### Hipoglicemia
Un episod acut de hipoglicemie (nivel foarte scăzut de zahăr din sânge) se poate întâmpla chiar și proprietarilor de animale de companie atenți, deoarece cerințele de insulină ale pisicilor se modifică uneori fără avertisment. Simptomele includ depresie/letargie, confuzie/amețeli, pierderea controlului vezicii urinare, vărsături și apoi pierderea cunoștinței și/sau convulsii. Tratamentul imediat include administrarea de miere sau sirop de porumb prin frecare pe gingiile pisicii (chiar dacă este inconștientă, dar nu și dacă este în convulsii). Hipoglicemia simptomatică la pisici este o urgență medicală, iar pisica va necesita îngrijiri medicale de specialitate. Siropul de miere/porumb ar trebui să fie administrat în continuare pe drumul către veterinar, deoarece fiecare minut fără zahăr din sânge provoacă leziuni ale creierului.
O pisică cu hipoglicemie conform unui glucometru calibrat de om (<2,2 mmol/L sau 40 mg/dL), dar fără simptome, trebuie hrănită cât mai curând posibil. Pisicile hipoglicemice care refuză să mănânce pot fi hrănite forțat cu miere sau sirop de porumb până se stabilizează, deși acest lucru nu se poate face dacă animalul este inconștient sau are convulsii, deoarece lichidul este probabil să intre în plămânii animalului și să provoace sufocare și/sau asfixiere.
Episoadele hipoglicemice ușoare pot trece neobservate sau pot lăsa urme precum baltă de urină în afara litierei. În aceste cazuri, zahărul din sânge va apărea probabil paradoxal de ridicat în următoarele ore de testare, deoarece corpul pisicii va reacționa la nivelul scăzut de zahăr din sânge stimulând ficatul să elibereze glicogenul stocat.

## Vindecarea
Vindecarea apare atunci când o pisică nu mai necesită tratament pentru diabet și are concentrații normale de glucoză din sânge timp de cel puțin o lună.
Aproximativ una din patru pisici cu diabet zaharat de tip 2 se poate vindeca. Unele studii au raportat o rată de remisie mai mare decât aceasta, care se poate datora parțial monitorizării intensive care nu este practicată în afara unui mediu de cercetare. Studiile de cercetare au implicat o varietate de factori în vindecarea cu succes; în general, următorii factori cresc probabilitatea de remisie/vindecare:
- Diabetul a fost diagnosticat cu câteva luni în urmă
- Pisica nu are altă boală gravă
- Tratamentul include insulină glargin administrată de două ori pe zi
- Pisica este monitorizată frecvent în primele luni de tratament
- Pisica consumă o dietă săracă în carbohidrați și bogată în proteine.

Pisicile pot prezenta diabet zaharat de tip 2 (rezistent la insulină), cel puțin la început, dar hiperglicemia și amiloidoza, lăsate netratate, vor afecta pancreasul în timp și vor evolua spre diabet insulino-dependent. 
Glipizida și medicamentele orale similare, concepute pentru diabetul zaharat de tip 2 la oameni cresc producția de amiloid și amiloidoza și, prin urmare, pot reduce probabilitatea de vindecare.
Aproximativ o treime dintre pisicile care obțin remisie vor recidiva mai târziu.

## Epidemiologie
Diabetul este rar la pisicile mai mici de cinci ani. De obicei, pisicile afectate sunt obeze. Pisicile din rasa Burmeză din Europa și Australia au un risc crescut de a dezvolta diabet; Pisicile din rasa Burmeză americane nu au acest risc crescut din cauza diferențelor genetice dintre burmezele americane și cele din alte părți ale lumii.